# بين دويغ
بين دويغ هو سياسي أسترالي، ولد في 17 مايو 1904، وتوفي في 16 نوفمبر 1980 في Strathfield, New South Wales ‏ في أستراليا. نشط حزبياً في New South Wales Liberal Party ‏. وقد انتخب عضو الجمعية التشريعية لنيو ساوث ويلز ‏ عن دائرة Electoral district of Burwood (New South Wales) ‏ (16 فبراير 1957 – 31 مارس 1965).